# Керимов, Рамиз (футболист)
Рами́з Кери́мов (азерб. Ramiz Kərimov; 4 августа 1981, Баку, Азербайджанская ССР, СССР) — азербайджанский футболист, вратарь. До 2009 года был вратарём футбольного клуба «Хазар-Ленкорань».
В 2009 году завершил карьеру футболиста. Работает менеджером по лицензированию в клубе «Хазар-Ленкорань».

## Биография
Начинал карьеру в команде U-18 в сезоне 1997/98.
Защищал цвета клубов азербайджанской Премьер-Лиги — «Хазар-Ленкорань», ЦСКА (Баку), «Хазар Университети», «Шахдаг» (Кусары) и «Гёязань» (Казах). В составе ленкоранского клуба принимал участие в розыгрыше Кубка УЕФА.
Выступал за молодёжную сборную Азербайджана.

## Достижения
- Чемпион Азербайджана: 2006/07 (в составе клуба «Хазар-Ленкорань»)
- Обладатель Кубка Азербайджана: 2007, 2008 (в составе клуба «Хазар-Ленкорань»)
- Обладатель Кубка чемпионов Содружества 2008 года в составе клуба «Хазар-Ленкорань».[8]